# دوائر ولاية أدرار

ولاية أدرار

تضم ولاية أدرار الجزائرية إحدى عشر دائرة (مقاطعة إدارية) تتكون كل واحدة من عدة بلديات، مجموعها 28 بلدية.

## الخريطة

1. أدرار•
2. أولف•
3. أوقروت•
4. برج باجي مختار•
5. شروين•
6. فنوغيل•
7. رقان•
8. تيميمون•
9. تنيركوك•
10. تسابيت•
11. زاوية كنتة

في الجدول التالي قائمة بدوائر ولاية آدرار والبلديات التي تضمها :
| الدائرة              | عدد البلديات | البلديات                       | المساحة (كم²) | السكان (نسمة) |
| -------------------- | ------------ | ------------------------------ | ------------- | ------------- |
| دائرة أدرار          | 3            | أدرار · بودة · أولاد أحمد تيمي | XXX           | xxx           |
| دائرة أولف           | 4            | أقبلي · أولف · تيمقتن · تيت    | XXX           | xxx           |
| دائرة أوقروت         | 3            | أوقروت · دلدول · المطارفة      | 16,363        | 28 869        |
| دائرة برج باجي مختار | 2            | برج باجي مختار · تيمياوين      | 132,579       | 20 930        |
| دائرة شروين          | 3            | شروين · أولاد عيسى · طالمين    | 10,010        | 31 149        |
| دائرة فنوغيل         | 3            | فنوغيل · تامنطيت · تامست       | XXX           | xxx           |
| دائرة رقان           | 2            | رقان · سالي                    | XXX           | xxx           |
| دائرة تيميمون        | 2            | تيميمون · أولاد السعيد         | XXX           | xxx           |
| دائرة تنيركوك        | 2            | قصر قدور · تنيركوك             | XXX           | xxx           |
| دائرة تسابيت         | 2            | السبع · تسابيت                 | XXX           | xxx           |
| دائرة زاوية كنتة     | 2            | زاوية كنتة · إن زغمير          | XXX           | xxx           |

### مقالات ذات صلة
- ولاية أدرار
- بلديات ولاية أدرار